# Divize C 2005/2006
V soubojích 41. ročníku České divize C 2005/06 se utkalo 16 týmů dvoukolovým systémem podzim – jaro. Tento ročník začal v srpnu 2005 a skončil v červnu 2006.

## Nové týmy v sezoně 2005/06
Z ČFL 2004/05 sestoupila mužstva FK Kolín, SK Semily a FK OEZ Letohrad. Z krajských přeborů postoupila vítězná mužstva ročníku 2004/05: TJ Slavoj Předměřice nad Labem z Královéhradeckého přeboru, TJ Svitavy z Pardubického přeboru a SK Hlavice z Libereckého přeboru. Do divize B byla přeřazena mužstva SK Union Čelákovice a SK Český Brod. Mužstvo SK Semily se do divize nepřihlásiloa místo něho byl zařazen SK Skalice 2. tým z Libereckého přeboru. Mužstvo FC Loko Pardubice bylo sloučeno do mužstva FK Tesla Pardubice

## Kluby podle přeborů
- Královéhradecký (3): SK Týniště nad Orlicí, TJ Dvůr Králové nad Labem, TJ Slavoj Předměřice nad Labem.
- Pardubický (7): FK AS Pardubice „B“, FK Agria Choceň, TJ Jiskra Ústí nad Orlicí, FK Tesla Pardubice, TJ Svitavy, AFK Chrudim, FK OEZ Letohrad.
- Liberecký (2): SK Hlavice, SK Skalice.
- Středočeský (4): FK Kolín, FC Velim, FK Dobrovice, AFK Kácov.

## Výsledná tabulka
| Poř. | Tým                            | Z  | V  | R  | P  | VG | OG | B  |
| ---- | ------------------------------ | -- | -- | -- | -- | -- | -- | -- |
| 1.   | FK Kolín                       | 30 | 20 | 6  | 4  | 63 | 15 | 66 |
| 2.   | FC Velim                       | 30 | 16 | 6  | 8  | 56 | 36 | 54 |
| 3.   | FK Dobrovice                   | 30 | 15 | 7  | 8  | 47 | 28 | 52 |
| 4.   | FK OEZ Letohrad                | 30 | 13 | 12 | 5  | 41 | 26 | 51 |
| 5.   | TJ Dvůr Králové nad Labem      | 30 | 14 | 8  | 8  | 39 | 28 | 50 |
| 6.   | TJ Slavoj Předměřice nad Labem | 30 | 13 | 5  | 12 | 45 | 48 | 44 |
| 7.   | AFK Chrudim                    | 30 | 12 | 6  | 12 | 29 | 32 | 42 |
| 8.   | AFK Kácov                      | 30 | 11 | 8  | 11 | 44 | 45 | 41 |
| 9.   | TJ Jiskra Ústí nad Orlicí      | 30 | 10 | 8  | 12 | 33 | 39 | 38 |
| 10.  | FK Agria Choceň                | 30 | 9  | 10 | 11 | 39 | 29 | 37 |
| 11.  | FK Tesla Pardubice             | 30 | 8  | 12 | 10 | 31 | 30 | 36 |
| 12.  | SK Hlavice                     | 30 | 9  | 7  | 14 | 23 | 34 | 34 |
| 13.  | SK Týniště nad Orlicí          | 30 | 9  | 7  | 14 | 42 | 56 | 34 |
| 14.  | SK Skalice                     | 30 | 9  | 6  | 15 | 34 | 54 | 33 |
| 15.  | FK AS Pardubice „B“            | 30 | 8  | 9  | 13 | 36 | 54 | 33 |
| 16.  | TJ Svitavy                     | 30 | 2  | 7  | 21 | 24 | 72 | 13 |

Poznámky:
- Z = Odehrané zápasy; V = Vítězství; R = Remízy; P = Prohry; VG = Vstřelené góly; OG = Obdržené góly; B = Body
- O pořadí klubů se stejným počtem bodů rozhodly vzájemné zápasy.

|  | Postup do ČFL 2006/07                           |
|  | Sestup do příslušného krajského přeboru 2006/07 |